# Stuart Hogg
Stuart William Hogg (* 24. Juni 1992 in Hawick) ist ein ehemaliger schottischer Rugby-Union-Spieler. Er spielte auf der Position des Schlussmanns für das schottische Franchise Edinburgh Rugby, den englischen Verein Exeter Chiefs und die schottischen Nationalmannschaft. Während seiner elf Jahre dauernden internationalen Karriere erzielte er in Länderspielen 27 Versuche, so viele wie kein anderer Schotte.

## Biografie

### Vereinskarriere
Hogg stammt aus den Scottish Borders. Sowohl sein Vater John als auch sein Bruder Graham waren Rugbyspieler. Er ist entfernt verwandt mit dem nordirischen Fußballspieler George Best. In seiner Amateurkarriere spielte er beim Ayr RFC, beim Stirling County RFC und beim Hawick RFC. Er absolvierte 18 Monate lang ein Elite-Entwicklungsprogramm der Scottish Rugby Union und spielte während dieser Zeit probeweise bei den Glasgow Warriors. Sein Debüt in der damaligen Magners League gab Hogg im Februar 2011, seinen ersten Profivertrag erhielt er im Dezember desselben Jahres. Ab der Saison 2012/13 gehörte er der Stammformation an. In der Saison 2014/15 trug er wesentlich zum Meistertitel der Warriors bei. Im November 2014 gab das Management bekannt, dass Hogg seinen Vertrag mit den Warriors um zwei Jahre verlängert hatte und damit bis mindestens Mai 2017 beim Franchise bleibt.
Nachdem er von französischen und englischen Vereinen umworben worden war, verlängerte Hogg im Dezember 2016 seinen Vertrag bei den Warriors vorzeitig um zwei weitere Jahre. Mit diesem Vertrag erhielt er 440.000 Euro jährlich und wurde damit zum bestbezahlten Spieler in der Geschichte des schottischen Rugbysports. 2019 wechselte Hogg nach England zu den Exeter Chiefs. Mit diesem Team konnte er in der Saison 2019/20 sowohl die Premiership als auch den European Rugby Champions Cup gewinnen. In den Finalspielen beider Wettbewerbe gehörte er der Startformation an. In der darauffolgenden Saison 2020/21 standen die Chiefs zum sechsten Mal hintereinander im Meisterschaftsfinale, mussten sich aber knapp den Harlequins geschlagen geben.

### Nationalmannschaft
Hogg vertrat Schottland in der U17-, U18- und U20-Auswahl. Er absolvierte sein erstes Test Match für die schottische Nationalmannschaft im Rahmen des Six Nations 2012; bei seinem Debüt am 12. Februar 2012 gegen Wales wurde er nach 16 Minuten für den verletzten Max Evans eingewechselt. Zwei Wochen später erzielte er gegen Frankreich seinen ersten Versuch auf internationaler Ebene, was aber die Niederlage nicht abwenden konnte. Drei Versuche kamen beim Six Nations 2013 hinzu, zwei weitere beim Six Nations 2014. Ebenfalls 2013 gehörte Hogg zum Kader der British and Irish Lions während der Australien-Tour, als einer von vier Schotten und als jüngster aller Spieler; er spielte unter der Woche gegen mehrere Auswahlteams, jedoch in keinem der Test Matches. Im Rahmen des Siebener-Rugby-Turniers der Commonwealth Games in Glasgow kam er in einem Spiel zum Einsatz, im Viertelfinale gegen Südafrika.
Bei der Weltmeisterschaft 2015 stand Hogg in allen vier Vorrundenspielen sowie im Viertelfinale gegen Australien im Einsatz. Beim Six Nations 2016 erzielte er gegen Frankreich und Irland jeweils einen Versuch, letzteren mit einer beeindruckenden Einzelleistung aus 55 Metern Entfernung, nachdem er einen hohen Ball abgefangen hatte. Außerdem erhielt Hogg während des gesamten Turniers für seine Kreativität, mit der er Versuche gegen Frankreich und Italien vorbereitete, viel Lob. In einer öffentlichen Abstimmung wurde er zum besten Spieler des Turniers gewählt und war damit der erste schottische Spieler, der diese Auszeichnung erhielt. Diese erhielt er auch ein Jahr später für seine herausragenden Leistungen beim Six Nations 2017.
Hogg wurde als einer von zwei schottischen Spielern in den Kader für die Neuseeland-Tour 2017 der British and Irish Lions berufen. Während des Spiels gegen das Super-Rugby-Team Crusaders stieß er mit dem Ellenbogen seines Mitspielers Conor Murray zusammen und zog sich dabei eine Jochbeinfraktur zu, so dass er vorzeitig heimkehren musste und die Test Matches verpasste. In der zweiten Runde der Six Nations 2019 erlitt er im Spiel gegen Irland eine Schulterverletzung, worauf er den Rest des Turniers verpasste. Zu Beginn des Six Nations 2020 führte Hogg erstmals die Nationalmannschaft als Kapitän an. In der fünften Runde, die aufgrund der COVID-19-Pandemie um über ein halbes Jahr verschoben worden war, führte er Schottland zum ersten Auswärtssieg gegen Wales nach 18 Jahren, wobei er einen verwandelten Penalty zum 14:10-Erfolg beisteuerte. Beim Six Nations 2021 sorgte Hogg wesentlich dafür, dass die Schotten Auswärtssiege gegen England (erstmals seit 1983) und Frankreich (erstmals seit 1999) feiern konnten. Aufgrund seiner guten Form nahm er im Sommer 2021 an der Südafrika-Tour der British and Irish Lions teil, wobei er unter anderem im zweiten und dritten Test Match gegen die Springboks spielte.
Ende März 2023 gab Hogg seine Absicht bekannt, sich nach der Teilnahme Schottlands an der kommenden Weltmeisterschaft aus dem Profi-Rugbysport zurückzuziehen. In seiner Rücktrittsankündigung verwies er auf seinen Ehrgeiz, nach dem Ruhestand eine neue Karriere anzustreben. Zu einer weiteren WM-Teilnahme kam es jedoch nicht, denn am 9. Juli verkündete er seinen sofortigen Rücktritt und begründete diesen Schritt mit gesundheitlichen Problemen.

## Populärkultur
Hogg wird auf Pottermore kurz erwähnt, und zwar in einem von Joanne K. Rowling für diese Website verfassten Artikel. Darin wird angedeutet, dass er und seine Mitspieler Jim Hamilton und Kelly Brown in Wirklichkeit Squibs – geborene Zauberer ohne magische Kräfte – seien, die sich als Muggel ausgeben. In einem Tweet deutete Rowling später an, dass Hogg tatsächlich ein vollwertiger Zauberer sei.